# 1344
Il 1344 (MCCCXLIV in numeri romani) è un anno bisestile del XIV secolo.

## Eventi
- 9 novembre - Azzo da Correggio, signore di Parma, cede la città per 60.000 fiorini d'oro a Obizzo III d'Este, signore di Ferrara

## Nati
- 18 settembre - Maria di Valois, principessa francese († 1404)
- 10 ottobre - Maria Plantageneta, nobile britannica († 1362)
- 7 novembre - Giovanna d'Aragona, principessa spagnola († 1385)
- 8 novembre - Roberto I di Bar, nobile francese († 1411)
- Roberto di Perche, conte francese († 1377)
- Beatrice di Baviera, sovrana tedesca († 1359)
- Margherita di Borbone-Clermont, nobile francese († 1416)
- Azzo X d'Este, condottiero e nobile italiano († 1415)
- Al-Damîrî, giurista e naturalista egiziano († 1405)
- Mainardo III di Tirolo-Gorizia, duca tedesco († 1363)
- Parameswara, sovrano malese († 1413)
- Daniele d'Ungrispach, mercante italiano († 1411)
- Ambrogio Visconti, condottiero italiano († 1373)
- Giovanni I di Borbone-La Marche, conte († 1393)
- Giovanna di Durazzo, duchessa († 1387)

## Morti
- 30 gennaio - William Montacute, I conte di Salisbury, nobile britannico (n. 1301)
- 17 aprile - Costantino IV d'Armenia, re francese
- 19 aprile - Costanza d'Aragona, sovrana (n. 1305)
- 20 aprile - Levi ben Gershon, filosofo, astronomo e matematico francese (n. 1288)
- 1º maggio - Nicolò I d'Este, nobile e condottiero italiano
- 22 giugno - Paolino Minorita, vescovo cattolico, politico e scrittore italiano
- 29 giugno - Giovanna di Savoia, nobile (n. 1310)
- 11 luglio - Ulrico III di Württemberg, nobile tedesco (n. 1286)
- 30 agosto - Ottone di Brunswick-Lüneburg, nobile (n. 1292)
- 19 ottobre - Niccolò da Carrara, politico italiano
- 31 ottobre - Jacopo de Atti, vescovo cattolico italiano
- 26 novembre - Mathieu de Trie, militare francese
- Amda Seyon I, imperatore etiope
- Simone da Correggio, politico e condottiero italiano
- Enrico IV di Bar, nobile francese
- Galvano Fiamma, religioso e scrittore italiano (n. 1283)
- Gerson ben Solomon Catalan, teologo e scrittore francese (n. 1288)
- Giovanni da Cermenate,  e notaio italiano (n. 1280)
- Simone Martini, pittore e miniatore italiano (n. 1284)
- Mubarak Kwaja, condottiero mongolo
- Ottone I di Pomerania, nobile (n. 1279)
- Abu Hayyan al-Gharnati, teologo berbero (n. 1256)

## Calendario
| Calendario 1344 | Calendario 1344 | Calendario 1344 | Calendario 1344 | Calendario 1344 | Calendario 1344 | Calendario 1344 | Calendario 1344 | Calendario 1344 | Calendario 1344 | Calendario 1344 | Calendario 1344 | Calendario 1344 | Calendario 1344 | Calendario 1344 | Calendario 1344 | Calendario 1344 | Calendario 1344 | Calendario 1344 | Calendario 1344 | Calendario 1344 | Calendario 1344 | Calendario 1344 | Calendario 1344 | Calendario 1344 | Calendario 1344 | Calendario 1344 | Calendario 1344 | Calendario 1344 | Calendario 1344 | Calendario 1344 | Calendario 1344 | Calendario 1344 |
| --------------- | --------------- | --------------- | --------------- | --------------- | --------------- | --------------- | --------------- | --------------- | --------------- | --------------- | --------------- | --------------- | --------------- | --------------- | --------------- | --------------- | --------------- | --------------- | --------------- | --------------- | --------------- | --------------- | --------------- | --------------- | --------------- | --------------- | --------------- | --------------- | --------------- | --------------- | --------------- | --------------- |
|                 | 1               | 2               | 3               | 4               | 5               | 6               | 7               | 8               | 9               | 10              | 11              | 12              | 13              | 14              | 15              | 16              | 17              | 18              | 19              | 20              | 21              | 22              | 23              | 24              | 25              | 26              | 27              | 28              | 29              | 30              | 31              |                 |
| Gennaio         | Gi              | Ve              | Sa              | Do              | Lu              | Ma              | Me              | Gi              | Ve              | Sa              | Do              | Lu              | Ma              | Me              | Gi              | Ve              | Sa              | Do              | Lu              | Ma              | Me              | Gi              | Ve              | Sa              | Do              | Lu              | Ma              | Me              | Gi              | Ve              | Sa              |                 |
| Febbraio        | Do              | Lu              | Ma              | Me              | Gi              | Ve              | Sa              | Do              | Lu              | Ma              | Me              | Gi              | Ve              | Sa              | Do              | Lu              | Ma              | Me              | Gi              | Ve              | Sa              | Do              | Lu              | Ma              | Me              | Gi              | Ve              | Sa              | Do              |                 |                 |                 |
| Marzo           | Lu              | Ma              | Me              | Gi              | Ve              | Sa              | Do              | Lu              | Ma              | Me              | Gi              | Ve              | Sa              | Do              | Lu              | Ma              | Me              | Gi              | Ve              | Sa              | Do              | Lu              | Ma              | Me              | Gi              | Ve              | Sa              | Do              | Lu              | Ma              | Me              |                 |
| Aprile          | Gi              | Ve              | Sa              | Do              | Lu              | Ma              | Me              | Gi              | Ve              | Sa              | Do              | Lu              | Ma              | Me              | Gi              | Ve              | Sa              | Do              | Lu              | Ma              | Me              | Gi              | Ve              | Sa              | Do              | Lu              | Ma              | Me              | Gi              | Ve              |                 |                 |
| Maggio          | Sa              | Do              | Lu              | Ma              | Me              | Gi              | Ve              | Sa              | Do              | Lu              | Ma              | Me              | Gi              | Ve              | Sa              | Do              | Lu              | Ma              | Me              | Gi              | Ve              | Sa              | Do              | Lu              | Ma              | Me              | Gi              | Ve              | Sa              | Do              | Lu              |                 |
| Giugno          | Ma              | Me              | Gi              | Ve              | Sa              | Do              | Lu              | Ma              | Me              | Gi              | Ve              | Sa              | Do              | Lu              | Ma              | Me              | Gi              | Ve              | Sa              | Do              | Lu              | Ma              | Me              | Gi              | Ve              | Sa              | Do              | Lu              | Ma              | Me              |                 |                 |
| Luglio          | Gi              | Ve              | Sa              | Do              | Lu              | Ma              | Me              | Gi              | Ve              | Sa              | Do              | Lu              | Ma              | Me              | Gi              | Ve              | Sa              | Do              | Lu              | Ma              | Me              | Gi              | Ve              | Sa              | Do              | Lu              | Ma              | Me              | Gi              | Ve              | Sa              |                 |
| Agosto          | Do              | Lu              | Ma              | Me              | Gi              | Ve              | Sa              | Do              | Lu              | Ma              | Me              | Gi              | Ve              | Sa              | Do              | Lu              | Ma              | Me              | Gi              | Ve              | Sa              | Do              | Lu              | Ma              | Me              | Gi              | Ve              | Sa              | Do              | Lu              | Ma              |                 |
| Settembre       | Me              | Gi              | Ve              | Sa              | Do              | Lu              | Ma              | Me              | Gi              | Ve              | Sa              | Do              | Lu              | Ma              | Me              | Gi              | Ve              | Sa              | Do              | Lu              | Ma              | Me              | Gi              | Ve              | Sa              | Do              | Lu              | Ma              | Me              | Gi              |                 |                 |
| Ottobre         | Ve              | Sa              | Do              | Lu              | Ma              | Me              | Gi              | Ve              | Sa              | Do              | Lu              | Ma              | Me              | Gi              | Ve              | Sa              | Do              | Lu              | Ma              | Me              | Gi              | Ve              | Sa              | Do              | Lu              | Ma              | Me              | Gi              | Ve              | Sa              | Do              |                 |
| Novembre        | Lu              | Ma              | Me              | Gi              | Ve              | Sa              | Do              | Lu              | Ma              | Me              | Gi              | Ve              | Sa              | Do              | Lu              | Ma              | Me              | Gi              | Ve              | Sa              | Do              | Lu              | Ma              | Me              | Gi              | Ve              | Sa              | Do              | Lu              | Ma              |                 |                 |
| Dicembre        | Me              | Gi              | Ve              | Sa              | Do              | Lu              | Ma              | Me              | Gi              | Ve              | Sa              | Do              | Lu              | Ma              | Me              | Gi              | Ve              | Sa              | Do              | Lu              | Ma              | Me              | Gi              | Ve              | Sa              | Do              | Lu              | Ma              | Me              | Gi              | Ve              |                 |